# Синяк звичайний

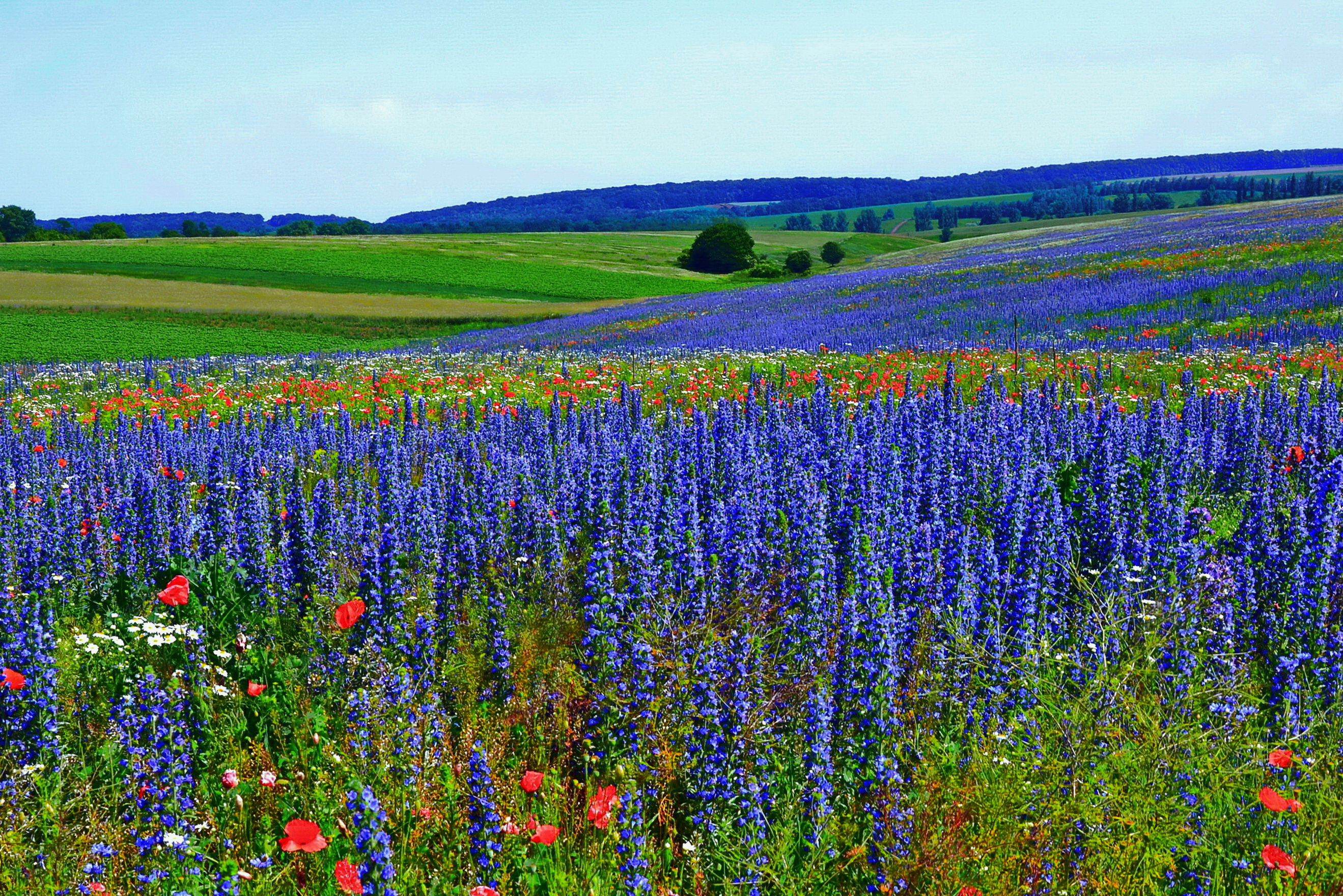
Синяк звичайний (Echium vulgare L.) в полі

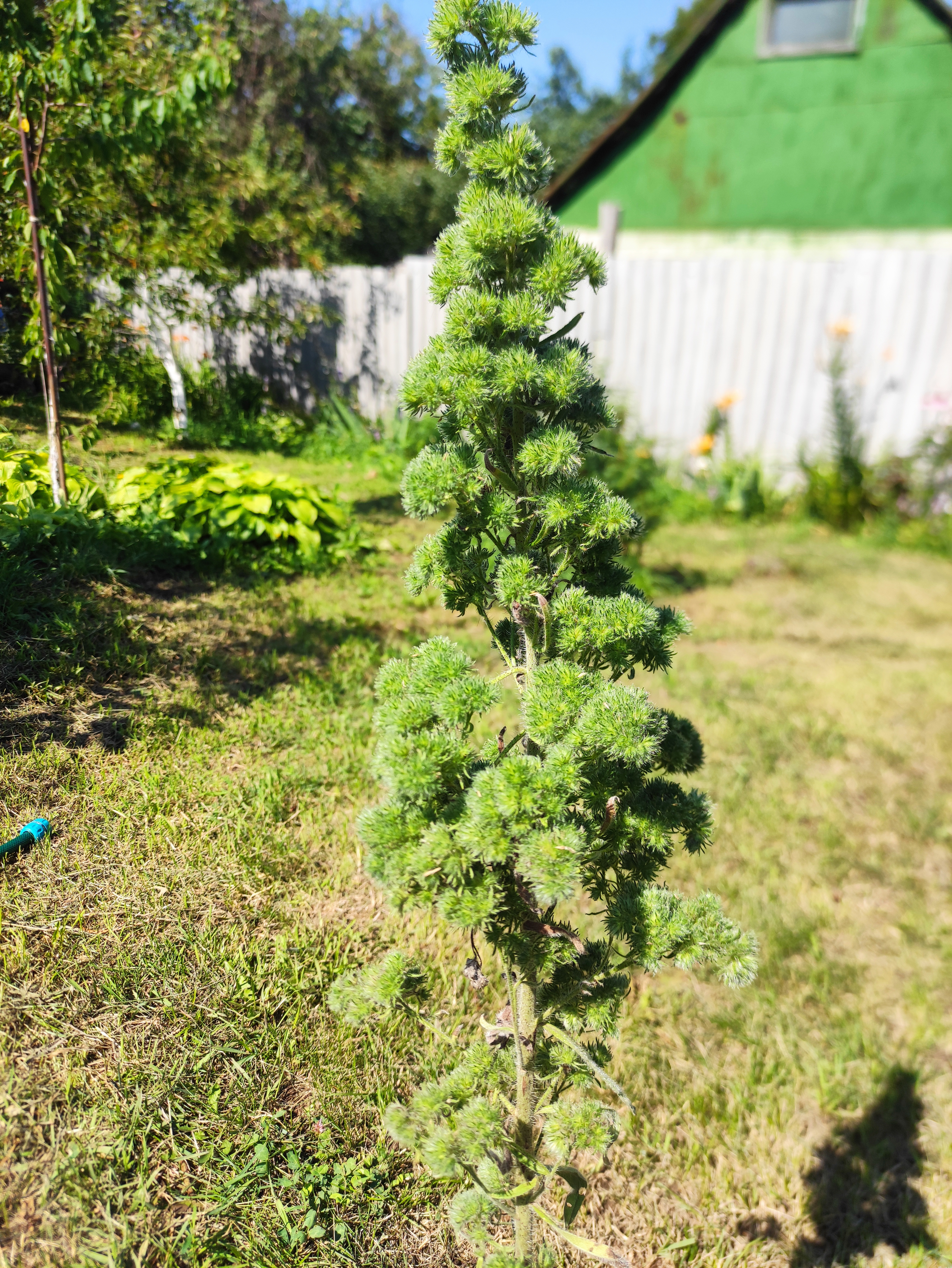
Суцвіття синяка звичайного вражене галовим кліщем — Aceria echii (G.Canestrini, 1891)

Синяк звичайний (Echium vulgare L.) — дворічна рослина родини шорстколистих.

## Морфологічна характеристика
Рослина 30–70 см заввишки. Стебло прямостояче, просте або від основи розгалужене, вкрите як і листки, крім відстовбурчених щетинистих жорстких волосків, що розміщені на невеликих білуватих горбочках, ще й густими коротенькими білуватими волосками. Стеблові листки чергові (до 100 мм завдовжки і 5 мм завширшки), лінійно-ланцетні, з однією добре помітною жилкою, сидячі, прикореневі листки звужені в черешок, засихають під час цвітіння. Квітки досить великі (10–17 мм завдовжки), трохи неправильні, з приквітками, у коротких завійках, зібраних у верхівкове волотисте суцвіття. Оцвітина подвійна. Чашечка зрослолиста, глибоко-п'ятироздільна, волосиста, за довжиною дорівнює трубочці віночка. Віночок зрослопелюстковий, лійчастий, з голим зівом і нерівномірно п'ятилопатевим широким відгином, спочатку рожевий, потім синій. Тичинок п'ять, неоднакової довжини, разом із стовпчиком висуваються з віночка. Нитки тичинок червонуваті. Маточка одна, зав'язь верхня, чотирилопатева, стовпчик двороздільний. Плід — розпадний горішок. Горішки буруваті тупогорбочкуваті.

## Екологічна приуроченість
Синяк росте на кам'янистих схилах, степах, сухих луках і як бур'ян коло доріг, на забур'янених місцях біля жител і в посівах на полях. Рослина світлолюбна. Цвіте у червні — вересні.

## Поширення
Поширений синяк по всій Україні. Заготовляють його у районах поширення.

## Практичне використання

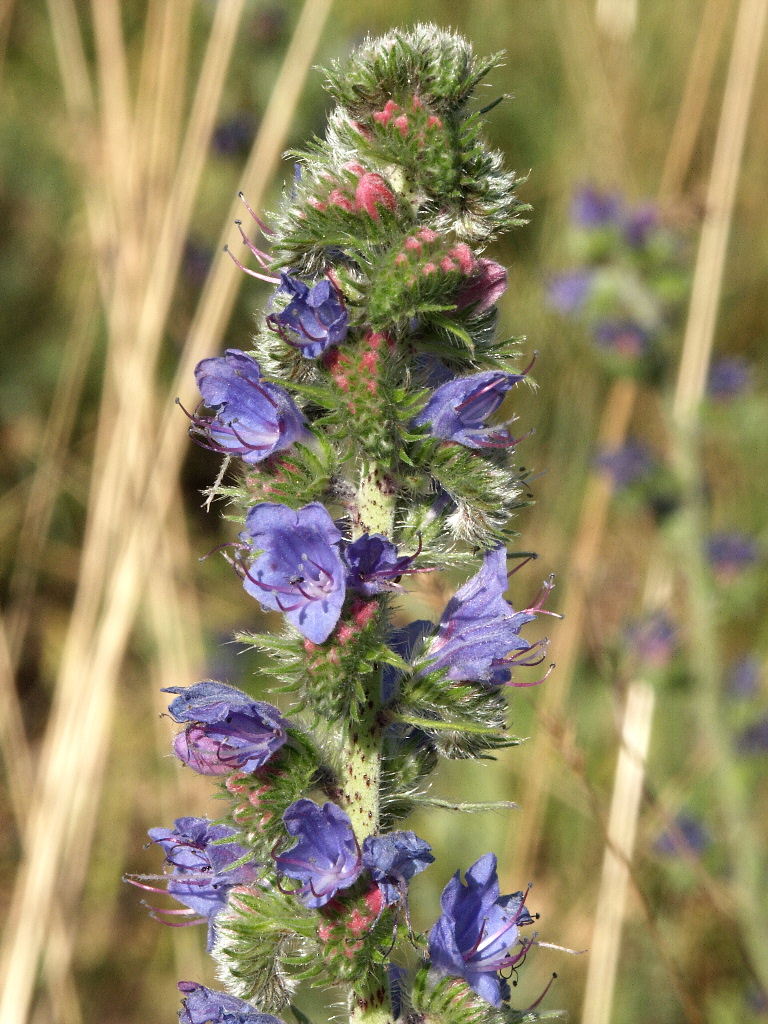
Синяк звичайний

### У харчуванні
Прикореневі листки і молоді пагони синяка можна вживати в їжу як шпинат (листки містять 120 мг % вітаміну С).
Медоносна, харчова, лікарська, отруйна, танідоносна, фарбувальна, олійна і декоративна рослина.
Синяк звичайний дуже гарний літній медонос, що дає (там, де він займає чималі масиви) продуктивний взяток.
У посуху і під час суховіїв виділення нектару у синяка звичайно зменшується, але не настільки, як у інших медоносів. Під час цвітіння бджоли відвідують синяк протягом усього дня, збираючи з нього нектар і пилок. Нектар містить 30-40 % цукрів, серед них переважає сахароза. У сприятливу погоду бджоли збирають з нього по 6-8 кг меду на сім'ю. Медопродуктивність – 300-400 кг з 1 га. Мед з синяка високоякісний, світло-бурштинового кольору, з приємним ароматом, з високими смаковими властивостями, густої консистенції, повільно кристалізується і добре зберігається. Синяк звичайний рекомендують висівати на припасічних ділянках. 

### У медицині
У народній медицині використовують траву синяка як відкашлювальний і заспокійливий засіб при кашлі, коклюші та епілепсії, а коріння  – як кровоочисний засіб.
Усі частини рослини синяка отруйні, в них містяться алкалоїди циноглосин, консолідин, що паралізують нервову систему, крім того, містяться сапоніни.
Попри отруйність синяка, практичної небезпеки для сільськогосподарських тварин рослина не являє, бо вони її не поїдають.
Таніди містяться в коренях (1,59 %), листках, квітках (0,98 %), стеблах (0,58 %). У коренях знаходиться барвна речовин алканін, яка дає карміново-червону фарбу для вовни, у квітках — антоціан, який залежно від реакції середовища дає червону, синю й фіолетову фарби.
У насінні міститься жирна олія (28 — 32 %), що швидко висихає. Вона подібна до лляної і придатна для виробництва лаків і фарб.
Синяк звичайний досить декоративна рослина, придатна для насаджень у лісопарках, на укосах залізничних і шосейних насипів, уздовж залізниць і доріг.